# Xylopia fusca
Xylopia fusca är en kirimojaväxtart som beskrevs av Alexander Carroll Maingay, Joseph Dalton Hooker och Thomas Thomson. Xylopia fusca ingår i släktet Xylopia och familjen kirimojaväxter. Inga underarter finns listade i Catalogue of Life.